# Шивица (Галац)
Шивица (рум. Șivița) насеље је у Румунији у округу Галац у општини Тулучешти. Oпштина се налази на надморској висини од 19 m.

## Становништво
Према подацима из 2002. године у насељу је живело 2582 становника, од којих су сви румунске националности.